# 舞城王太郎
舞城王太郎（まいじょう おうたろう、1973年—）是日本的小說家。福井縣南条郡今庄町（如今的南越前町）出生。
舞城王太郎的「舞城」是故鄉福井縣今庄町的易位構詞遊戲（今庄：→舞城：）。另外，福井縣若狭地方有種被稱作的傳統藝能存在。

## 生涯
學歷以及職業皆非公開的神秘作家，也沒有參加三島由紀夫賞的受獎儀式，舞城王太郎是同賞受獎典禮中首次缺席者。
舞城王太郎以小説《煙、土或食物》獲得第19回梅菲斯特賞，之後又陸續發表了《黑暗中的孩子》、《世界以密室為本》。
2001年以短編入圍日本推理作家協会賞候補。同年於《群像》發表了第15回三島由紀夫賞候補短編，之後也在純文學領域廣為活動。2003年以《阿修羅女孩》（阿修羅ガール）獲得第16回三島由紀夫賞。《好き好き大好き超愛してる。》入圍第131回芥川龍之介賞候補作。

## 風格
時常以出生地福井縣作為故事的舞台並以福島方言來書寫，其帶有速度、暴力感的特異文體以及劇情構成得到了相當高的評價。另外，舞城的插畫功力非凡，作品的封面是由舞城自己繪製的。

## 作品

### 單行本
- 煙、土或食物
- 黑暗中的孩子
- 世界以密室為本
- 阿修羅女孩 
  - 收錄了渡河而過的蛇
- 九十九十九 
  - 向清涼院流水致敬的作品。
- （2004年新潮社）
  - Dead for Good ☆
- （2007年新潮文庫）
  - ☆印3作
- - ★印2作
- SPEEDBOY!
  - SPEEDBOY!
- 迪斯科侦探星期三
  - 第一部 梢
  - 第二部 
  - 第三部 
  - 第三部 
  - 第三部 
  - 第三部 
  - 第三部 
  - 第三部 
  - 第四部

### 單行本未收錄作品
- W
- papa IN THE DOG
- petals
- A Dragon Girl
- 182（ONE EIGHT TWO）

### 动画编剧
- 《ID：INVADED》
- 《Special Kid Factory》

## 関連項目
- 越前魔太郎
- 覆面作家